# Воронова, Пелагея Яковлевна
Пелаге́я Я́ковлевна Во́ронова (21 октября (2 ноября) 1892 — 20 августа 1990) — советский профсоюзный и партийный деятель, кавалер ордена Ленина (22.03.1933).
Родилась в городе Кохма Владимирской губернии, девичья фамилия Карпова.
С 1908 года работала на ткацкой фабрике в Иваново-Вознесенске. В 1913 году уехала к мужу, находившемуся в ссылке в Олонецкой губернии. В 1915 году вернулась в Иваново-Вознесенск, работала ткачихой на фабриках Зубкова, Полушкина, Н. Гарелина.
С марта 1917 года — член РСДРП(б). С 1918 года — член фабзавкома и секретарь партячейки, с 1919 года — заведующая женотделом Ивановского губкома РКП(б).
Этапы биографии:
- 1919—1920 — заведующая Женским отделом Иваново-Вознесенского губернского комитета РКП(б), заведующая Женским сектором ЦК ВКП(б).
- 1920 — учёба в Москве на курсах пропаганды и агитации при Коммунистическом университете имени Я. М. Свердлова.
- 1920 — делегат II Конгресса Коминтерна.
- с 1921 года — заведующая отделом охраны материнства и младенчества при Ивановском горздравотделе, член пленума губкома РКП(б), заведующая отделом агитации и пропаганды среди работниц и крестьянок.
- 1922 — делегат I Всероссийского съезда Советов.
- с декабря 1922 по 1923 год — член Президиума и заведующая орготделом профсоюза текстильщиков.
- 1924 — слушатель курсов марксизма-ленинизма при Коммунистической академии в Москве.
- 02.02.1924 на II Всесоюзном съезде Советов избрана членом ЦИК СССР.
- с 1926 года — кандидат в члены губкома ВКП(б) и секретарь губкома профсоюза в городе Иваново.
- 1927—1930 — секретарь президиума ЦК профсоюза текстильщиков, с 1928 года — член Пленума ВЦСПС.
- февраль—июнь 1930 — заведующая женотделом, заместитель заведующего Отделом агитации и массовых кампаний ЦК ВКП(б).
- 1930—1932 — второй секретарь Ивановского промышленного обкома ВКП(б).
- 1932—1934 — член коллегии, заместитель наркома лёгкой промышленности РСФСР,
- с 1934 года — начальник Главного управления шёлковой промышленности Наркомлегпрома РСФСР.

В январе 1938 года репрессирована и осуждена на 10 лет ИТЛ, в 1948 году после отбытия наказания вновь арестована и сослана в Красноярский край.
В феврале 1955 года реабилитирована, восстановлена в рядах КПСС. В 1955—1956 годах — член комиссии Президиума Верховного Совета СССР по пересмотру дел осуждённых по ст. 58 УК РСФСР.
Делегат XVI съезда ВКП(б) (26.06—13.07.1930). Кандидат в члены ЦК ВКП(б) (13.07.1930—26.01.1934).
Награждена орденом Ленина (22.03.1933) — в связи с 20-летием Международного Коммунистического женского дня 8 марта и за выдающуюся коммунистическую работу в области коммунистического просвещения работниц и крестьянок.
Муж — Платон Семёнович Воронов (1887—1920), активный работник Иваново-Вознесенской партийной организации.